# Bandeira do Couto Misto
A bandeira do Couto Misto, conforme descrita pelo penúltimo chefe de estado Delfim Modesto Brandão em suas memórias, é formada por duas faixas verticais, uma branca (lado do mastro) e uma azul.
A origem da bandeira é desconhecida, embora se assemelhe à bandeira utilizada por Portugal entre 1830 e 1910, com as cores invertidas. As suas proporções quadradas podem indicar uma origem anterior.